# Opisthopristis singularis
Opisthopristis singularis is een hooiwagen uit de familie Cosmetidae.